# Tour de Flandes 1983
El Tour de Flandes 1983 va ser la 67a edició del Tour de Flandes. La cursa es disputà el 3 d'abril de 1983, amb inici a Sint-Niklaas i final a Meerbeke després d'un recorregut de 272 quilòmetres. El neerlandès Jan Raas s'imposà en solitari, amb més d'un minut d'avantatge a un grup encapçalat pels belgues Ludo Peeters i Marc Sergeant.

## Classificació final
|    | Ciclista                  | Equip                                | Temps      |
| -- | ------------------------- | ------------------------------------ | ---------- |
| 1  | Jan Raas (NED)            | TI-Raleigh-Campagnolo                | 6h 37' 27" |
| 2  | Ludo Peeters (BEL)        | TI-Raleigh-Campagnolo                | +1' 21"    |
| 3  | Marc Sergeant (BEL)       | Europdecor-Dries-Eddy Merckx         | m. t.      |
| 4  | Luc Colijn (BEL)          | Fangio-Tonissteiner-O.m.trucks-Mavic | m. t.      |
| 5  | Guy Nulens (BEL)          | Jacky Aernoudt-Rossin-Campagnolo     | m. t.      |
| 6  | Paul Haghedooren (BEL)    | Euro Shop-Splendor                   | m. t.      |
| 7  | Michel Pollentier (BEL)   | Safir-Van de Ven-Moser               | m. t.      |
| 8  | Johan van der Velde (NED) | TI-Raleigh-Campagnolo                | m. t.      |
| 9  | Phil Anderson (AUS)       | Peugeot-Shell-Michelin               | +6' 22"    |
| 10 | Jan Bogaert (BEL)         | Europdecor-Dries-Eddy Merckx         | m. t.      |